# Chicha
|  | Aquest article tracta sobre la beguda. Si cerqueu el grup humà, vegeu «chiches». |

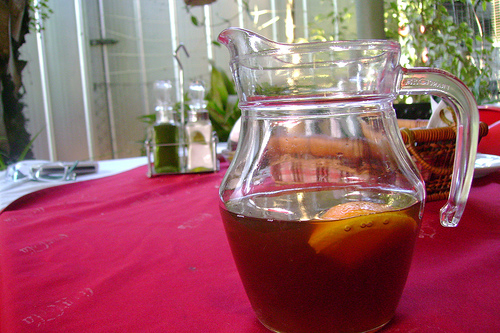
Chicha morada servida amb pipeño

A l'Amèrica Llatina la chicha és una beguda fermentada (o no) generalment derivada del blat de moro. La chicha inclou la beguda alcohòlica anomenada chicha de jora i begudes no alcohòliques com la chicha morada. Tot i que la chicha és comunament associada amb el blat de moro, la paraula s'usa als Andes per a referir-se a gairebé qualsevol beguda fermentada feta a casa, i moltes begudes fermentades. A diferents regions s'usen diversos grans o fruites per fer la chicha.
L'origen exacte de la paraula chicha és confús. S'ha postulat que la paraula chicha és d'origen taíno i es va convertir en un terme genèric utilitzat pels espanyols per a definir qualsevol i totes les begudes fermentades elaborades pels pobles indígenes de les Amèriques. No obstant això, segons la Reial Acadèmia Espanyola, la paraula chicha prové de la paraula kuna chichab, o "chiab" que significa blat de moro. A més, segons Don Luis G. Iza prové de la vocable náhuatl, chichiatl, que significa "aigua fermentada"; el verb chicha que significa "amargar una beguda" i el sufix -atl que significa aigua. Aquestes etimologies no són mútuament excloents.
L'expressió espanyola Ni chicha ni limonada (ni chicha ni llimonada) s'usa com en català s'usa la frase feta “ni carn ni peix” per a dir que una cosa no encaixa fàcilment en una categoria.

## Preparació

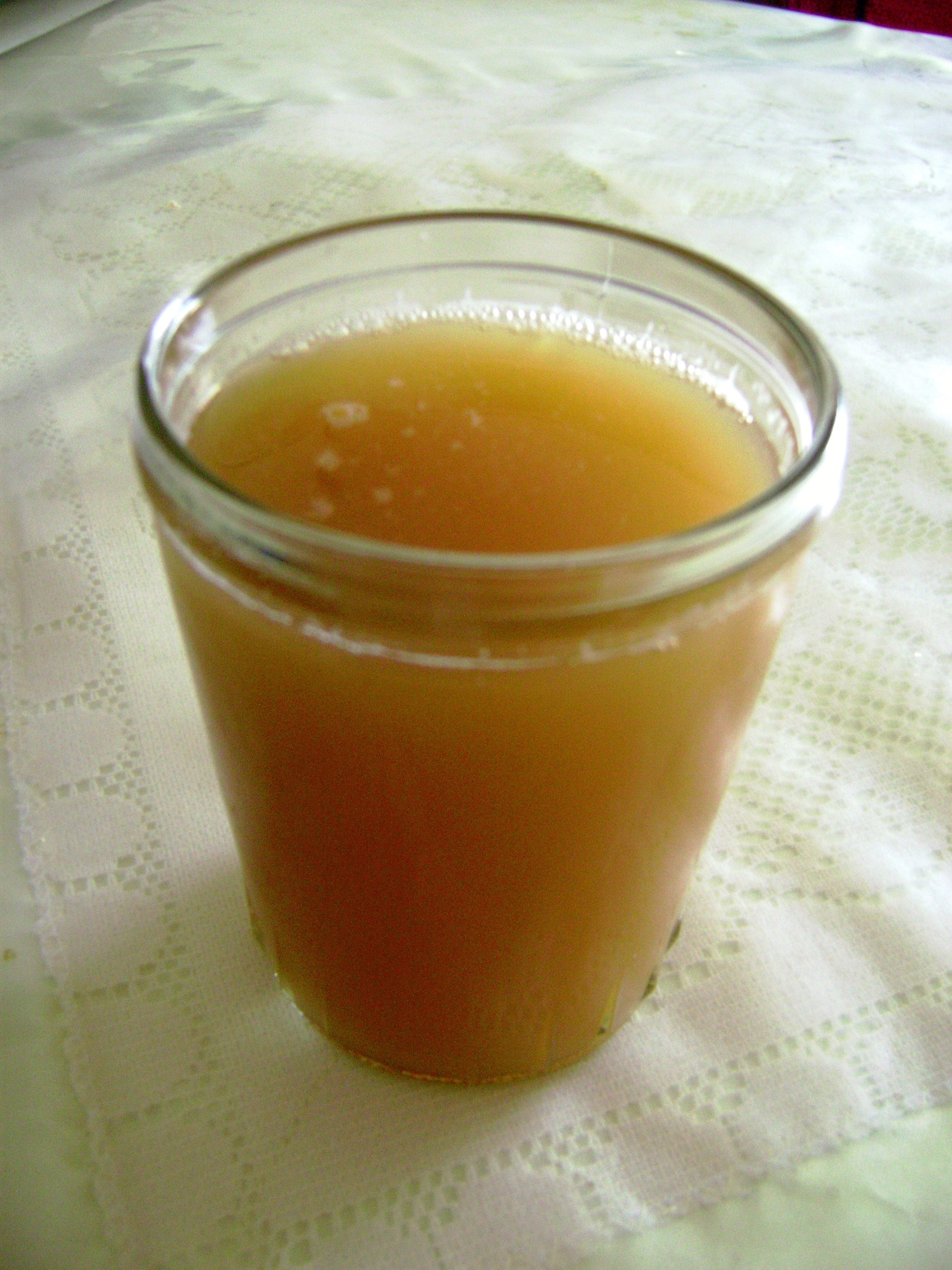
Got de chicha de jora

La chicha de jora és es prepara amb la germinació del blat de moro, l'extracció dels sucres del malt, l'ebullició del most i fermentació en grans recipients, tradicionalment enormes tines de fang, durant diversos dies. El procés és essencialment el mateix que el procés habitual per a la producció de cervesa. Tradicionalment es fa amb blat de moro jora, una varietat de blat de moro dels Andes. Alguns afegeixen quinoa o altres additius per a donar-li consistència, llavors es bull. Chancaca, una forma de sucre sense refinar (com la canya de sucre), ajuda amb el procés de fermentació. Altres formes de fer chicha era per tenir les dones masteguen el blat de moro després escopir en aigua i es deixen reposar durant un parell de setmanes.
Es prepara tradicionalment amb un tipus específic de blat de moro groc (jora) i es coneix generalment com la chicha de jora.
En algunes cultures, en lloc de la germinació del blat de moro per alliberar els midons, el blat de moro es mol, s'humiteja a la boca del fabricant de chicha, que fa una petites boles, que després s'aplanen i es posen a assecar.
La chicha morada no fermenta. En general, es fa de dacses de blat de moro morat (maíz morado), que es bullen amb closca de pinya, canyella, i claus. El resultat és un líquid fort, de color porpra, que es barreja a continuació amb sucre i llimona. Aquesta beguda es pren generalment com un refresc, però en els últims anys s'han trobat molts beneficis per a la salut de blat de moro morat. La chicha morada és comuna a les cultures de Bolívia i el Perú i és generalment beguda com a acompanyament del menjar.

## Usos

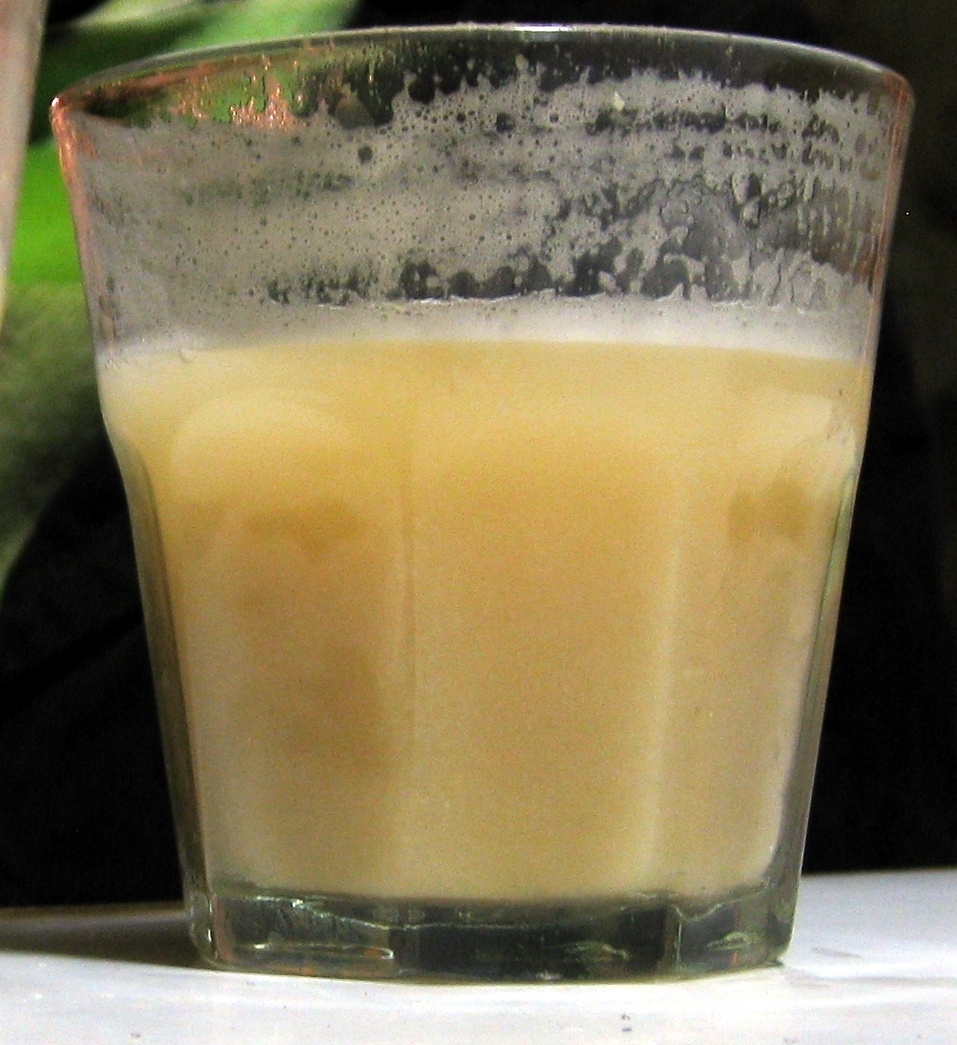
Chicha de jora

La chicha de jora s'ha preparat i consumit a les comunitats andines des de fa mil·lennis. Els inques usaven la chicha amb finalitats rituals i es consumia en grans quantitats durant les festes religioses. S'han trobat molins al Machu Picchu on segurament s'hi elaborava. Durant les dones de l'Imperi Inca se'ls ensenyaven les tècniques d'elaboració de la chicha en Ajlla Wasi (escoles femenines). Als últims anys, però, la chicha preparada tradicionalment s'està convertint cada cop més rara restringint-se a un petit nombre de ciutats i pobles a Bolívia.

## Varietats regionals
Hi ha diverses varietats regionals de chicha, que es poden agrupar a grans trets en les de terres baixes (Amazònia) i les varietats de muntanya.
A Bolívia la chicha és més sovint feta de blat de moro, especialment a les terres altes, però la chicha amarant també és tradicional i popular. La chicha feta de mandioca, plàtan, o plàtan també és comú a les terres baixes. La chicha boliviana sovint conté alcohol. Una bona descripció de la preparació de la manera de boliviana de fer la chicha es pot trobar a Cutler, Hugh i Martín Cárdenas "Chicha a Native South American Beer".
El pa europeu una vegada es va fer a l'Equador usant concho, l'escòria de la chicha, produïda, segons algunes versions, un pa superior a la que més tard es va fer amb altres mètodes (i millor fresat): "En els vells temps quan es va utilitzar el sediment de chicha anomenada concho com a ferment, vam tenir un bon pa; i ara amb millors fàbriques de pa de bona qualitat ha desaparegut completament".
A Lima i altres grans ciutats de la costa, la chicha habitada es prepara a partir de blat de moro morat (blat de moro morat). En general és dolça i sense fermentar, i es consumeix freda com a refresc. Ep fabricar industrialment i es venen en ampolles, llaunes i fins i tot en bossetes com una beguda en pols amb sabor. S'han descobert restes d'una planta de producció de 1.000 anys de chicha al cim d'una muntanya al Perú.